# Andrea Donaera
Andrea Donaera (Maglie, 20 giugno 1989) è uno scrittore e poeta italiano.

## Biografia
Si è laureato in Scienze della Comunicazione presso l'Università del Salento, dove è segretario del Centro di ricerca PENS: Poesia Contemporanea e Nuove Scritture. 
Dal 2016 dirige la collana di poesia Billie della casa editrice 'Round Midnight. È direttore artistico del festival letterario Poié di Gallipoli e del Festival della poesia dialettale Oju lampante. Dal 2017 collabora con il magazine di approfondimento culturale Midnight, curando la rubrica Urban dedicata alla giovane poesia italiana.
Vive a Bologna.

## Carriera letteraria
Dopo la pubblicazione di alcune raccolte poetiche, nel 2019 ha pubblicato il suo primo romanzo Io sono la bestia, vincitore del Premio Letteraria nel 2020; del 2021 è Lei che non tocca mai terra, presentato alla giuria del Premio Strega 2022 da Daniele Mencarelli.
Del 2024 è il suo terzo romanzo, La colpa è mia.

## Opere

### Poesia
- De Atra Lacruma, Premio Barocco Editore, Gallipoli, 2009.
- Sfoglia me (con Antonio Brunetti, autoprodotto), 2009.
- Ombre e Quesiti, ApprodoSalento Edizioni, Lecce, 2010.
- Additato, Edizioni II Papavero, Avellino, 2011.
- II latte versato, Sigismundus Editore, Ascoli Piceno, 2012.
- Certe cose, certe volte, Marco Saya Edizioni, Milano, 2012.
- Piccolissima - 25 Haiku, Gds, Milano, 2013.
- L'amore, a dirlo, è una cosa difficilissima, 'Round Midnight, Campobasso, 2013.
- Occhi rossi (con illustrazioni di Luca D’Elia), 'Round Midnight, Campobasso, 2015.
- Tetrakis. Tre voci per un traversare (con Daniela Liviello e Renato Grilli), Kurumuny, Calimera, 2017.

### Romanzi
- Io sono la bestia, NN Editore, Milano, 2019 - ISBN 9788894938463
- Lei che non tocca mai terra, NN Editore, Milano, 2021 - ISBN 9791280284198
- La colpa è mia, Bompiani, Milano, 2024 - ISBN 9788830107144

## Altri scritti
- La notte delle ricostruzioni, Tetra Edizioni, Viterbo, 2022 - ISBN 9791280917003
- Le estreme conseguenze, Le Lettere, Firenze, 2023 - ISBN 9788893663465